# Stenus argus
Stenus argus är en skalbaggsart som beskrevs av Johann Ludwig Christian Gravenhorst. Stenus argus ingår i släktet Stenus och familjen kortvingar. Arten är reproducerande i Sverige. Inga underarter finns listade i Catalogue of Life.